# Banjariya (Nawalparasi)
Banjariya – gaun wikas samiti w zachodniej części Nepalu w strefie Lumbini w dystrykcie Nawalparasi. Według nepalskiego spisu powszechnego z 2001 roku liczył on 1090 gospodarstw domowych i 6565 mieszkańców (3266 kobiet i 3299 mężczyzn).